# Surrounded by Freaks
Surrounded by Freaks é o primeiro álbum da banda de rap rock Tribal Ink.

## Faixas
1. "Tribalistic Cuts" - 4:19
2. "To My Face" - 3:29
3. "Don't You Push Me" - 3:18
4. "Refugee" - 3:13
5. "California Love" (Tupac cover) - 3:29
6. "Right Behind You" - 3:24
7. "I'm Free" - 3:00
8. "I Try So Hard" - 3:24
9. "Pick Me Up" - 3:47
10. "I'm A Liar (Believe Me)" - 3:43
11. "Try To Be Me" - 2:37
12. "Living On A Lie" - 3:41